# LKW Walter

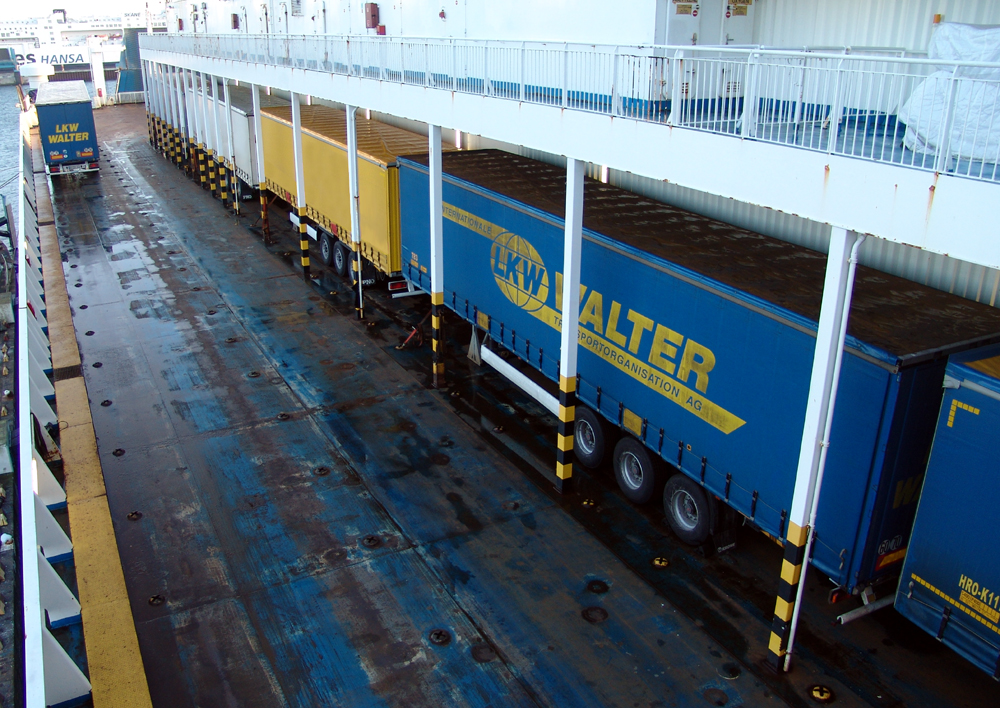
Trailer der LKW Walter Internationale Transportorganisation AG auf der Tom Sawyer (TT-Line) im Hafen von Trelleborg

Die LKW Walter Internationale Transportorganisation AG (stilisiert als LKW WALTER) ist ein österreichisches Transportunternehmen mit Hauptsitz in Wiener Neudorf. Eine weitere Niederlassung befindet sich in Kufstein/Tirol.
LKW Walter ist seit 1986 berechtigt, das österreichische Staatswappen zu tragen.
Das Kerngeschäft des Unternehmens ist die Organisation von Komplett-Ladungstransporten in  Europa sowie von und nach Russland, Zentralasien, dem Nahen Osten und Nordafrika. Neben dem normalen Straßentransport mit Lkw wird auch der kombinierte Verkehr Schiene/Straße sowie Short-Sea Shipping angeboten.

## Walter Group
Neben der LKW Walter Internationale Transportorganisation existieren weitere Töchter:
- Containex Container-Handelsgesellschaft – Containerhandel
- Walter Business-Park – Büro- und Lagervermietung
- Walter Lager-Betriebe – Lagerung von Waren sowie Transport und Auslieferung
- Walter Leasing – Leasing/Mietkauf von Zugmaschinen und Trailern
- Walter Real Estate – Wohn- und Gewerbeimmobilieninvestment
- Walter Immo-Real – Immobilienverwaltung des Konzerns